# Reinaldo Ribeiro
Reinaldo Ribeiro (30 de agosto de 1978 en Poço de Caldas, Minas Gerais, Brasil) es un conocido instructor y competidor de jiu-jitsu brasileño. Es el capitán del equipo de competición Reinaldo Ribeiro Team. Ha competido por todo el mundo ganando importantes torneos de BJJ entre ellos la medalla de oro en el Campeonato Europeo en el 2007 y 2008. 

## Trayectoria deportiva

### Nacimiento e infancia
Reinaldo Ribeiro se inició a los 11 años en el jiujutsu brasileño en donde encontró una válvula de escape a su hiperactividad cuando era joven. Su primer entrenador fue Paulo Rezende (alias Paulão) en donde ascendió rápidamente los escalafones hasta alcanzar el cinturón morado. Posteriormente entrenaría con Leonardo Castello Branco’s Academy en donde adquirió su cinturón negro en el año 2000 , para entonces afiliada con Alliance, escuela bajo la tutoría de Castello Branco. Reinaldo obtendría su cinturón marrón y posteriormente en el año 2000 su cinturón negro.
En el año 2007 se mudaría a España y fundaría la academia 
“Reinaldo Riberio Team” en la ciudad de Barcelona.

### Títulos principales en Brazilian Jiu-jitsu
- 10 Copa del Mundo ( 1 de oro , 4 de plata, 4 de bronce)
- 8 CBJJE Copa de Europa ( 6 de oro , 1 de plata, 1 bronce)
- 5 Copa de Brasil ( 2 de oro , 2 de plata , 1 bronce)
- 6 x No -Gi campeón brasileño interestatal
- Ensayos campeón brasileño Abu- Dabi 2000
- 3 peleas de MMA ( 3 victorias )
- Peso División: Peso Pena ( 70kg – 154 libras )

Posición preferida / Técnica: De La Riva Guard & Omoplata

## Equipos
- Reinaldo Ribeiro Team (Anteriormente : Alliance, Checkmat , Brasa y Castello Branco )
- Coordinador del equipo portugués (Sporting ) Alcantara
- Miembro de ” Instituto Monte Olimpo ” ONG (Brasil , MG Poços de Caldas , desde el año 2000 )